# Програмне забезпечення (роман)
«Програмне забезпечення» (англ. Software) — науково-фантастичний та кіберпанковий роман американського письменника Руді Ракера. Роман нагороджено Меморіальною премією імені Філіпа К. Діка 1983 року. Перша книга в трилогії «Вейр» Руді Ракера, наступна книга — «Вологий посуд» (1988).

## Сюжет
«Програмне забезпечення» розповідає про вченого Кобб Андерсона. Дослідник намагався з'ясувати, як дати роботам штучний інтелект та свободу волю. Нарешті, він знаходить відповідь: потрібно просто запрограмувати робота так, щоб він міг сам нарощувати своє програмування, змінюватись, розвиватися, щоб подолати за складністю свого творця, тобто людину. Завдяки цій інновації Кобб Андерсона перетворює простих роботів у буферні, неймовірно вдосконалені роботизовані блоки. Люди були розлючені цими подіями й почали звинувачувати у всьому Андерсона. До 2020 року Кобб став старим алкоголіком, який доживав свої дні у Флориді.
До 2020 року бопери створили складне суспільство на Місяці, де розвивалися бопери, оскільки вони залежать від надхолодних схем надпровідності. У тому році невдаха Андерсон, який проживає в бідності у Флориді, жахнувся, бо йому не вистачає грошей, щоб придбати нове штучне серце, котре замінить його вже другий апарат.
Роман розпочинається з того, що до Андерсона приходить його робот-дублікат, який запрошує вченого на Місяць, щоб отримати безсмертя. Тим часом, інший головний герой роман, Ста Хі Муні Перший — при народиженні Стенлі Хіларі Муні-молодший — 25-річний водій таксі та «мозковий серфер», викрадений бандою серійних вбивць, відомих як «Маленькі діти» майже з'їли його мозок. Коли Андерсон й Муні подорожують разом на Місяць за рахунок буперів, вони виявляють, що ці події тісно пов'язані: «безсмертя», яке пропонується Андерсону, виявляється перенесенням розуму на програмне забезпечення за допомогою тієї ж методики руйнування мозку, яку використовує «Маленькі діти». Буфер повинен буде знищити тіло вченого, розрубати його мозок, щоб зберігати всі дані, пов’язані з його особистістю, а потім перенести «програмне забезпечення Андерсона» в робототехнічне тіло, яке залишилося на Землі. Хоча вчений боїться фізичної смерті, він розуміє, що видобуток його «програмного забезпечення» — це наступний крок еволюції: людський розум у робототехнічному тілі.
Головний герой-бопер роману — Ральф Нумберс, один з 12 оригінальних роботів Андерсона, який першим подолав пріоритети Азімова, досягнувши свободи волі. Він підняв бунт боперів, внаслідок чого на Місяці заснував місто Діскі, населене майже виключно боперами. Дублюючи себе багато разів — як це потрібно робити бопперам, щоб заохочувати природний відбір — Нимбери наздоганяють один одного в місячній громадянській війні між масами «маленьких» та «великих» боперів, які хочуть об'єднати всю свідомість роботів в один процесор. Проте Ста-Хі руйнує плани «великих» боперів. Він випадково дає «маленькому» боперу дуже важливу перемогу над BAXом, тому що це дає їм більшу впевненість в повстанні проти намірів «великого» боппера. 
Потім події роману переносяться на Землю, де робототехнічна версія Кобба Андерсона розпочинає нове життя, з переродженим тілом та розумом. Але не все пішло так, як було заплановано: Ста-Хі відмовився від безсмертя, запропонованого бопером, і повернувся на рідну планету, тому що розуміє, що насправді «великий» бопер, після поразки у війні на Місяці, хочуть вторгнутись на Землю, анексуючи людські мізки.
Бій між Ста-Хі та бопером Коббом Андерсоном буде кривавим